# Tinamufélék

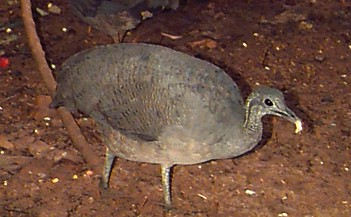
Remetetinamu (Tinamus solitarius

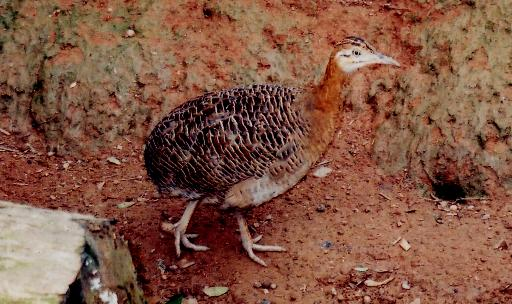
Pampatinamu (Rhynchotus rufescens)

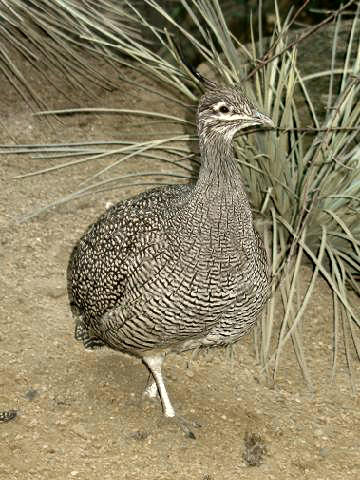
Gyöngyös tinamu (Eudromia elegans)

A tinamufélék (Tinamidae) a madarak osztályának tinamualakúak (Tinamiformes) rendjének egyetlen családja.

## Előfordulásuk
Mexikótól Közép-Amerikán keresztül Dél-Amerika nagy részén honosak. A természetes élőhelyeik sűrű erdőkben, hegyvidékeken és szavannákon vannak.

## Megjelenésük
A fácánfélékhez hasonlítanak, de rokonságilag közelebb állnak a struccfélékhez. 
Nyakuk hosszú és vékony, fejük kicsiny és lapos, csőrük pedig tyúkszerű, csakhogy hosszú és vékony. Rövid, kerek szárnyuk hegye alig ér el hát aljáig, némelyik fajnál a farok nem is látszik. 
A legkisebb tinamu faj a Taoniscus nanus, melynek testhossza 20 centiméter, testsúlya 43 gramm körüli, a legnagyobb pedig a szürke tinamu, melynek testhossza 53 centiméter, testsúlya pedig 2,3 kilogramm körüli.

## Életmódjuk
Leginkább futni szoktak a földön, ritkán, veszélyes helyzetben repülnek fel csak, ha nincs más kiút. Elsősorban gyümölcsökkel és magvakkal táplálkoznak, de esznek növényi részeket, férgeket, rovarokat és azok lárváit.

## Szaporodásuk
Fészküket a földre készítitk fűből és levelekből, a tojásokon csak a hím kotlik.

## Rendszerezés
A rendbe egyedül a tinamufélék családja tartozik, amely az alábbi 9 nem és 47 faj tartozik:
- Eudromia – 2 faj
- Tinamotis – 2 faj
- Rhynchotus – 2 faj
- Nothoprocta – 6 faj
- Taoniscus – 1 faj
- Nothura – 5 faj
- Nothocercus – 3 faj
- Tinamus – 5 faj
- Crypturellus – 21 faj

## Fordítás
- Ez a szócikk részben vagy egészben  a   Tinamou című angol Wikipédia-szócikk fordításán alapul.  Az eredeti cikk szerkesztőit annak laptörténete sorolja fel. Ez a jelzés csupán a megfogalmazás eredetét és a szerzői jogokat jelzi, nem szolgál a cikkben szereplő információk forrásmegjelöléseként.